# CcMmYK

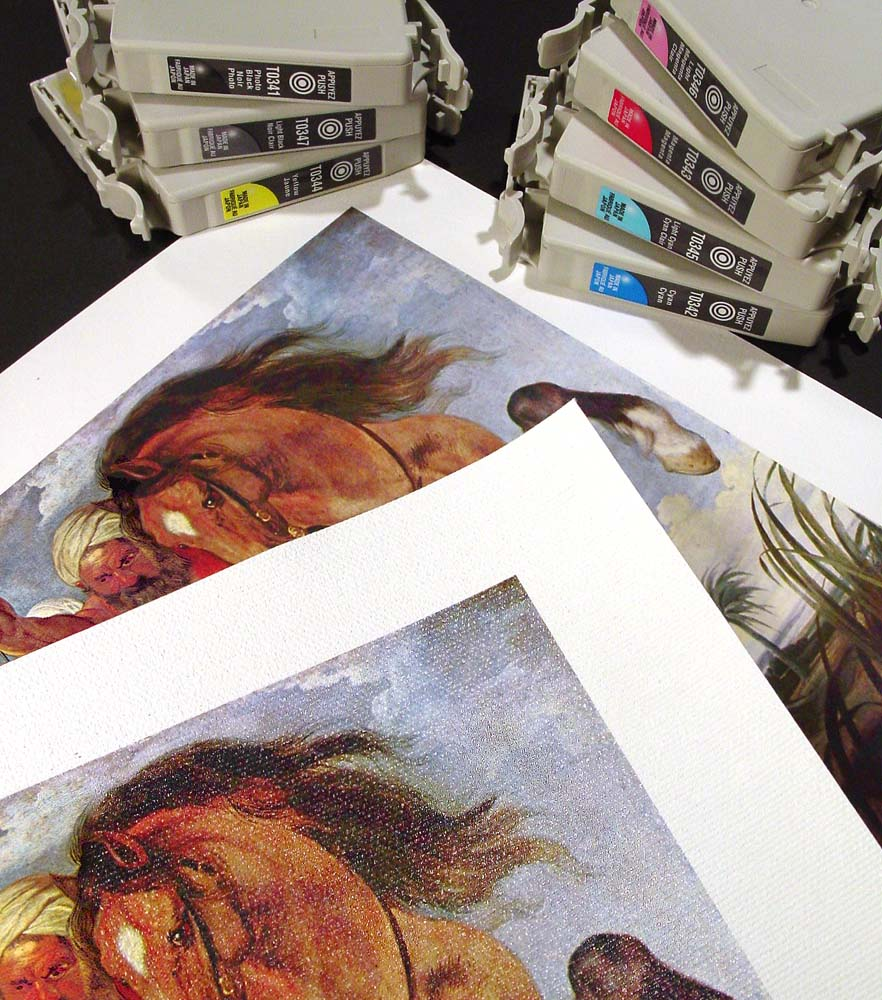
Immagini stampate con CcMmYK

Il CcMmYK, a cui ci si riferisce anche come CMYKLcLm, è un processo di stampa a 6 colori usato nelle stampanti a getto d'inchiostro per ottimizzare la stampa di una fotografia. Estende i 4 colori standard CMYK (Ciano, magenta, giallo e nero) aggiungendo ciano chiaro (c minuscola) e magenta chiaro (m minuscola) che vengono creati diluendo il ciano e il magenta.